# سیارک ۱۲۸۱۹
سیارک ۱۲۸۱۹ (به انگلیسی: 12819 Susumutakahasi، نامگذاری:1996JO) دوازده هزار و هشتصد و نوزدهمین سیارک کشف شده‌است که در ۱۲ مه ۱۹۹۶ کشف شد.